# Typhlodromus acacia
Typhlodromus acacia är en spindeldjursart som beskrevs av Xin, Liang och Ke 1980. Typhlodromus acacia ingår i släktet Typhlodromus och familjen Phytoseiidae. Inga underarter finns listade i Catalogue of Life.